# Veterans Airport of Southern Illinois

i7
i11
i13
Der Veterans Airport of Southern Illinois (auch Williamson County Regional Airport, IATA-Code: MWA, ICAO-Code: KMWA) ist ein öffentlicher Flughafen für die allgemeine Luftfahrt, 5 km westlich von Marion im Williamson County, Illinois in den Vereinigten Staaten.

## Flughafendaten
Er hat eine Asphaltpiste mit 2439 m Länge und 46 m Breite und eine Asphalt-/Betonpiste mit 1523 m Länge und 30 m Breite. Die Fläche des Flughafens beträgt 526 ha. Die Seehöhe beträgt 144 m.

## Geschichte
Im Jahr 1930 eröffnete Marions Luftfahrtpionier Fred Valentin sein 100 ha großes Landefeld östlich von Marion. Der Flughafen Marion, wie er genannt wurde, hatte drei Landebahnen mit Aschenoberfläche, die dreieckig angeordnet waren. Fred Valentin hatte die Voraussicht, seinen Flugdienst auf ein größeres Feld westlich von Marion und südlich von Energy, Illinois zu bringen. Er nannte die neue Landebahn Macarin Field, unter Verwendung der kombinierten Namen Marion, Carterville und Herrin.
1948 verkaufte Valentin seinen Flughafen Macarin an die Veterans Airport Authority. Im Jahr 1953 begann Ozark Air Lines mit dem Passagierservice von Marion nach St. Louis und anderen große Hub-Flughäfen. Nach Ozark folgten andere Fluggesellschaften, darunter Britt Airways, Air Midwest, Northwest Airlink, Trans World Express, AmericanConnection, Mesa Airlines und Great Lakes Airlines.
Ozark begann 1955 mit Douglas DC-3-Flügen und ihre Douglas DC-9-Flüge endeten Anfang 1982.
Am 20. April 2023 genehmigte das Verkehrsministerium das Angebot von Contour Airlines, Cape Air am Veterans Airport of Southern Illinois zu ersetzen. Contour wird den Flughafen ab dem 1. August 2023 mit dem O’Hare International Airport verbinden. Der Vertrag ist auf drei Jahre ausgelegt.

## Flugbetrieb
Im Jahre 2022 fanden 27.751 Flugbewegungen statt, davon 15.266 lokale Bewegungen, 3.612 Zwischenlandungen, 8.644 Air-Taxi-Flüge, 37 Frachtflüge und 197 militärische Flüge. 18 einmotorige und 4 zweimotorige Flugzeuge, 1 Jetflugzeug und 1 Hubschrauber waren 2022 hier stationiert.